# Luis de Santa María Nanacacipactzin

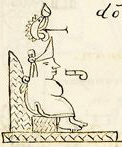
Luis de Santa María Nanacacipactzin (zeitgenössisch)

Luis de Santa María Nanacacipactzin († 27. Dezember 1565) war Gouverneur von Tenochtitlan und Tlatoani der Mexica.
Nanacacipactzin (Nahuatl; Deutsch: Pilzalligator) war ein Angehöriger der alten Herrscherfamilie, Sohn des Acamapichtli und Enkel des Auítzotl († 1502), aus Tenochtitlan, der den Taufnamen Luis de Santa María erhalten hatte.  Er wurde von den spanischen Kolonialherren am 30. September 1563 als Gouverneur von Tenochtitlan installiert und war der letzte aus der von Acamapichtli († 1391) gestifteten Dynastie, den die Tenōchca zu ihrem Tlatoani erwählten.
Im Jahr 1564 heiratete er mit großem Aufwand Doña Magdalena Chichimecacihuatl († 1565), eine Tochter des Diego de Alvarado Huanitzin († 1541).
Als vierter kolonialer Tlatoani hatte er keine politischen Machtbefugnisse mehr. Seine Aufgaben waren mehr Repräsentation der indigenen Bevölkerung sowie die Regelung interner, nur die Tenōchca betreffender Angelegenheiten. So nahm er 1564 an der Leichenprozession des neuspanischen Vizekönigs Luis de Velasco teil. Im selben Jahr sah er sich gewaltsamen Protesten gegen seine Person ausgesetzt, da er die Steuererhöhungen der Spanier nicht nur nicht verhinderte, sondern auch noch verteidigte. In diesem Zusammenhang wurde er auch kurzzeitig von den Spaniern in Haft genommen. Er galt infolgedessen als wenig standfest und schwach, wurde entsprechend in den Schriften der Mexica meist geringschätzig behandelt.
Luis de Santa María hinterließ einen Sohn, Don Pedro Dionisto.
In der Funktion als Gouverneur folgte ihm mit Francisco Jiménez, einem Adligen aus Tecamachalco, 1568 zwar ein Nahua, jedoch ein ortsfremder. Das Amt des Tlatoani wurde nach seinem Tod nicht wieder besetzt.